# Діафра Сахо
Діафра Сахо (фр. Diafra Sakho, нар. 24 грудня 1989, Гедіаває) — сенегальський футболіст, нападник, який є вільним агентом.
Виступав, зокрема, за «Мец» та «Вест Гем Юнайтед», а також національну збірну Сенегалу.

## Клубна кар'єра
Народився 24 грудня 1989 року в місті Гедіаває (передмістя Дакара). Вихованець юнацької команди французького «Меца». У 2009 році він забив за резервну команду 17 голів в 22 матчах, і був включений в заявку основи на чемпіонат. 19 січня 2010 року в матчі проти «Бреста» Діафра дебютував у Лізі 2. 10 вересня 2010 року в поєдинку проти «Нанта» він забив свій перший гол за «Мец». Незважаючи на хорошу результативність Сако був футболістом ротації і в 2012 році для отримання постійної ігрової практики перейшов в «Булонь» на правах оренди. 4 лютого в матчі проти «Арль-Авіньйон» він дебютував за новий клуб.
Основним гравцем у рідному клубі Сахо став лише в сезоні 2012/13, перед яким клуб вилетів до третього за рівнем дивізіону Франції. Того сезону клуб зайняв 2 місце і повернувся в Лігу 2, а у наступному сезоні 2013/14 Сако забив 20 м'ячів у 37 матчах і був визнаний кращим футболістом чемпіонату, також допоміг клубу вийти в Лігу 1.
Влітку 2014 року Сако перейшов у англійський «Вест Гем Юнайтед». Сума трансферу склала 4,5 млн фунтів. 23 серпня в матчі проти «Крістал Пелес» Диафра дебютував у англійській Прем'єр-лізі, замінивши у другому таймі Карлтона Коула. 15 вересня в поєдинку проти «Галл Сіті» Сако забив свій перший гол за «Вест Гем». Після цього Діафра забивав у кожному наступному матчі протягом шести турів. В тому числі на його рахунку переможні голи в матчах проти «Ліверпуля» та «Манчестер Сіті».
2 липня 2015 року в матчі кваліфікації Ліги Європи проти андоррського «Лузітаноса» Діафра зробив «дубль». У серпні Сако був заарештований поліцією за звинуваченням у домашньому насильстві і загрозу вбивства, випущений під заставу.
На початку 2018 року Діафра повернувся до Франції, підписавши дворічний контракт з «Ренном». Сума трансферу склала 10 млн євро. 4 лютого в матчі проти «Генгама» він дебютував за новий клуб. 17 лютого в поєдинку проти «Кана» Сахо зробив «дубль», забивши свої перші голи за «Ренн». За 2018 рік відіграв за команду з Ренна 15 матчів у національному чемпіонаті.
З серпня 2018 до червня 2019 був в оренді в турецькому клубі «Бурсаспор».
Після повернення з оренди керівництво «Ренна» зовсім не розраховувало на Сахо, намагалося, але не змогло його продати влітку 2019. Тренер клубу Жульєн Стефан відзначав професіоналізм сенегальця на тренуваннях, але повідомив, що він не входить до його планів: за першу половину сезону Сахо лише раз потрапив до заявки на матч. 1 січня 2020 футболіст та бретонський клуб розірвали контракт за взаємною згодою.

## Виступи за збірну
21 травня 2014 року в товариському матч проти збірної Буркіна-Фасо Сако дебютував за збірну Сенегалу. 25 травня того року в поєдинку проти збірної Косова Діафра забив свій перший гол за національну команду. 
У складі збірної був учасником чемпіонату світу 2018 року у Росії.
| Дата       | Місто         | Господарі    | Результат | Гості          | Турнір                                  | Голи | Примітки |
| ---------- | ------------- | ------------ | --------- | -------------- | --------------------------------------- | ---- | -------- |
| 21-05-2014 | Уагадугу      | Буркіна-Фасо | 1 – 1     | Сенегал        | товариський матч                        | -    | 87'      |
| 25-05-2014 | Женева        | Сенегал      | 3 – 1     | Косово         | товариський матч                        | 1    | 63'      |
| 15-11-2014 | Каїр          | Єгипет       | 0 – 1     | Сенегал        | Відбір до Кубка африканських націй 2015 | -    | 78'      |
| 05-09-2015 | Віндгук       | Намібія      | 0 – 2     | Сенегал        | Відбір до Кубка африканських націй 2017 | -    | 71'      |
| 08-09-2015 | Йоганнесбург  | ПАР          | 1 – 0     | Сенегал        | товариський матч                        | -    | 63'      |
| 13-10-2015 | Алжир (місто) | Алжир        | 1 – 0     | Сенегал        | товариський матч                        | -    |          |
| 7-10-2017  | Прая          | Кабо-Верде   | 0 – 2     | Сенегал        | Відбір до ЧС 2018                       | 1    |          |
| 10-11-2017 | Полокване     | ПАР          | 0 – 2     | Сенегал        | Відбір до ЧС 2018                       | 1    | 78'      |
| 23-3-2018  | Кота-Бару     | Сенегал      | 1 – 1     | Узбекистан     | товариський матч                        | -    | 86'      |
| 31-5-2018  | Люксембург    | Люксембург   | 0 – 0     | Сенегал        | товариський матч                        | -    | 65'      |
| 8-6-2018   | Осієк         | Хорватія     | 2 – 1     | Сенегал        | товариський матч                        | -    | 61' 86'  |
| 11-6-2018  | Гредіг        | Сенегал      | 2 – 0     | Південна Корея | товариський матч                        | -    | 45'      |
| 28-6-2018  | Самара        | Сенегал      | 0 – 1     | Колумбія       | ЧС 2018 - 1-й етап                      | -    | 86'      |
| Усього     |               | Матчів       | 13        |                | Голів                                   | 3    |          |

## Титули і досягнення
- Найкращий футболіст Ліги 2: 2014
- Гравець місяця англійської Прем'єр-ліги: жовтень 2014[17]